# Мартянці
Мартянці (словен. Martjanci) — поселення в общині Моравське Топлице, Помурський регіон, Словенія. Висота над рівнем моря: 193,9 м.